# Pitcairn PA-34
Los Pitcairn PA-33 y PA-34, que recibieron respectivamente las designaciones Pitcairn YG-2 del Ejército de los Estados Unidos y Pitcairn OP-2 de la Armada estadounidense, fueron unos autogiros de reconocimiento diseñados y construidos en 1936 para ser evaluados por dichas ramas militares.

## Diseño y desarrollo
La Pitcairn Aircraft Company construyó y desarrolló autogiros bajo licencia de la Cierva Autogiro Company, comercializándolos como Pitcairn-Cierva Autogiro Company desde finales de los años 20. El interés por el autogiro de la Armada estadounidense originó la compra de dos autogiros Pitcairn PCA-2, modificados como plataformas de observación biplaza, designados XOP-1. Las pruebas con el XOP-1 desde 1931 tuvieron un éxito limitado, pero incluyeron un despliegue operativo en Nicaragua desde junio de 1932, con el Cuerpo de Marines de los Estados Unidos.
Tras el desarrollo de unos sistemas de rotor y control muy mejorados, un mayor interés de las fuerzas armadas estadounidenses originó los Pitcairn PA-33 (YG-2) y Pitcairn PA-34 (XOP-2). Eran aeronaves esencialmente idénticas que diferían principalmente en el diseño del tren de aterrizaje; el PA-33 tenía unas patas del tren oleoneumáticas en voladizo, y el PA-34 tenía ejes divididos arriostrados mediante soportes, con amortiguadores oleoneumáticos unidos a los larguerillos superiores del fuselaje.
El fuselaje estaba construido de tubos de acero soldados con recubrimientro de tela y carenados de aleaciones ligeras. El rotor tripala plegable estaba montado en un bípode arriostrado, con patas por detrás y por delante de la cabina del piloto. La unidad de cola consistía en una aleta y timón de cuerda muy ancha con un plano de cola arriostrado que llevaba las puntas alares dobladas hacia arriba. Las superficies de la cola estaban fabricadas de madera con recubrimiento de tela y las palas del rotor, con largueros de tubo de acero y costillas de contrachapado con recubrimiento de tela.
La acomodación era en cabinas en tándem, estando el piloto en la trasera del bípode de soporte del rotor, y el observador en la delantera, por debajo de la cabeza del rotor.
La potencia era suministraba por un Wright R-975E-2 de 310 kW (420 hp) montado en el morro, con una capota ajustada de cuerda ancha con abultamientos en los que se acomodaban los balancines. El motor estaba montado con un considerable ángulo hacia abajo que asegurase el flujo sobre el rotor para mantener la rotación y facilitar el arranque del mismo.
El control del avión se conseguía solo por el uso del acelerador y la cabeza del rotor basculante, operada por una palanca colgante de control situada en la cabina trasera.

## Historia operacional
Los YG-2 y OP-2 fueron probados brevemente por el Ejército y Armada estadounidenses, con éxito limitado. Tras completar las pruebas con el Ejército, el YG-2 pasó a depender del Comité Asesor Nacional para la Aeronáutica (NACA), con el registro NACA 88. El 30 de marzo de 1936, mientras realizaba unas pruebas, el NACA 88 sufrió un fallo del rotor, obligando a la tripulación a realizar el primer salto exitoso desde una aeronave de alas rotativas.

## Variantes
PA-33
Designación de la compañía del YG-2 del Ejército estadounidense.
PA-34
Designación de la compañía del OP-2 de la Armada estadounidense.
YG-2
Autogiro (PA-33) de pruebas del Ejército estadounidense, uno construido.
XOP-2
Autogiro (PA-34) de pruebas de la Armada estadounidense, uno construido.

## Operadores
Estados Unidos
- Cuerpo Aéreo del Ejército de los Estados Unidos
- Armada de los Estados Unidos

## Especificaciones (PA-33/PA-34)
Referencia datos: Jane's all the World's Aircraft 1938

### Características generales
- Tripulación: Dos
- Longitud: 13,23 m (palas plegadas)
- Diámetro rotor principal: 15 m (49,2 ft)
- Altura: 3,5 m (11,5 ft)
- Peso vacío: 1043 kg (2298,8 lb)
- Peso cargado: 1497 kg (3299,4 lb)
- Planta motriz: 1× motor radial de nueve cilindros refrigerado por aire Wright R-975E-2.
  - Potencia: 310 kW (427 HP; 422 CV)
- Hélices: Bipala metálica de paso variable
- Ancho: 4,57 m (palas plegadas)

### Rendimiento
- Velocidad máxima operativa (Vno): 225 km/h (140 MPH; 121 kt) a nivel del mar; 206 km/h a 2700 m (8900 pies)
- Velocidad crucero (Vc): 185 km/h (115 MPH; 100 kt) a nivel del mar
- Alcance: 3,26 h a vel. de crucero
- Techo de vuelo: 4700 m (15 420 ft)
- Vel. mín. de control: 35 km/h
- Tiempo a altitud: 3,8 min a 1500 m (5000 pies)
- Carrera de despegue: 41 m en calma; 0 m con viento de 45 km/h
- Dist. de aterrizaje: 0 m

## Aeronaves relacionadas

### Secuencias de designación
- Secuencia PA-_ (interna de Pitcairn): ← PA-21 - PA-22 - PA-24 - PA-33 - PA-34 - PA-36 - PA-38 - PA-39 →
- Secuencia G-_ (Autogiros del USAAC, 1935-1939): G-1 - G-2
- Secuencia O_P (Aviones de Observación de la Armada estadounidense, 1922-1962 (Pitcairn, 1931-1932)): OP-1 - OP-2